# Антоніо Джерман
Антоніо Тімоті Джерман (англ. Antonio Timothy German; нар. 26 грудня 1991, Парк Роял, Лондон, Англія) — гренадський та англійський футболіст, фланговий півзахисник та нападник клубу «Лізерхед» та національної збірної Гренади.

## Життєпис

### Ранні роки
Народився в Парк Роял (Лондон). Вихованець молодіжної академії «Квінз Парк Рейнджерс», у травні 2009 року був переведений до першої команди КПР.

### «Квінз Парк Рейнджерс»
У червні 2009 року підписав перший професіональний контракт з КПР, обравши собі 33-й номер на футболці. Дебютував за команду в останньому турі 2008/09 років, вийшовши на поле в другому таймі поєдинку проти «Плімут Аргайл». Дебютним голом за КПР відзначився 21 лютого 2010 року в переможному (2:1) поєдинку проти «Донкастер Роверз», ставши автором першого м'яча в зустрічі. У тій же грі він мав заборонений заголовок для офсайду, а також заголовок заголовка над верхньою панеллю. У тому ж поєдинку забив м'яч, скасований через офсайд, а також здійснив удар над поперечиною воріт суперника. Через п'ять днів після дебютного голу, продовживши контракт з КПР до червня 2012 року. 20 березня 2010 року відзначився другим голом за КПР, в нічийному (1:1) поєдинку проти «Суонсі Сіті».

### Оренда в «Олдершот Таун», «Саутенд Юнайтед» та «Йовіл Таун»
5 жовтня 2009 року Антоніо перейшов у місячну оренду в «Олдершот Таун», за який зіграв 4 матчі. У листопаді 2010 року, разом зі своїм одноклубником Джейком Мідсоном, перейшов у 1-місячну оренду до клубу «Саутенд Юнайтед» і в своєму дебютному поєдинку за нову команду реалізував пенальті (матч Кубку Англії проти Маклсфілд Таун). Згодом його оренда була продовжена до 3 січня, допоки Ніл Ворнок не повенув його до КПР. 10 лютого 2011 року Джерман перейшов в оренду до завершення сезону в «Йовіл Таун», проте вже наступного місяця повернувся в КПР.

### «Стокпорт Каунті»
Після виходу КПР до Прем'єр-ліги, Антоніо повинен був залишити команду, через що не отримав ігрового номера в команді. По завершенні дії контракту з «Квінз», 2 вересня 2011 року перейшов до представника Національної ліги «Стокпорт Каунті». Дебютним голом за «Стокпорт» відзначився в програному (2:4) поєдинку проти «Флітвуд Таун». У січні 2012 року контракт Антоніо з клубом завершився й він залишив клуб.

### «Бромлі»
13 січня 2012 року підписав безстроковий контракт з клубом «Бромлі» з Національної ліги Південь.

### «Брентфорд»
За «Бромлі» провів два матчі, після цього вирушив на перегляд до клубу Першої футбольної ліги «Брентфорд». Дебютував за нову команду в другому таймі програного (0:2) поєдинку проти «Лейтон Орієнт». У сезоні 2012/13 років вперше вийшов на футбольне поле (з лави для запасних) 9 жовтня в переможному (1:0) поєдинку Трофею Футбольної ліги проти «Кроулі Таун». Наступний поєдинок провів майже через місяць, вийшовши на поле на заміну в поєдинку проти «Престона», а на 89-й хвилині матчу відзначився єдиним голом за «Брентфорд» за час свого перебування в команді. У сезоні 2012/13 років ще три рази виходив на поле з лави для запасних.

#### Оренда в «Джиллінгем»
26 лютого Джерман перейшов в 1-місячну оренду угоду до клубу Другої футбольної ліги «Джиллінгем». Перейшов до команди в день поєдинку проти «Оксфорд Юнайтед» та вийшов на поле на 79-й хвилині, проте не допоміг «Джиллінгему» уникнути поразки. Через два тури отримав місце в стартовому складі на матч проти «Плімут Аргіле», в якому відзначився дебютним голом за команду. Зіграв ще 4 матчі, в яких не відзначався забитими м'ячами, після чого повернувся з оренди в «Брентфорд».

### «Джиллінгем»
«Брентфорд» запропонував Антоніо нову угоду, проте він її відхилив, а 27 червня 2013 року підписав з «Джиллінгем» повноцінний контракт. Проте вже 13 вересня Мартін Аллен виставив Джермана на трансфер.

#### Оренда в «Нортгемптон Таун»
1 січня 2014 року «Нортгемптон Таун» на 1 місяць орендував Антоніо. Згодом сторони домовилися про її продовження до завершення сезону.

#### Оренда в «Олдершот Таун»
27 лютого 2015 року «Олдершот Таун» орендував Антоніо на один місяць. У футболці «Олдершот» зіграв 6 матчів та відзначився 1 голом, по завершенні терміну дії оренди «Таун» вирішив не продовжувати її, а нападник змушений був повернутися в «Джиллінгем».

### «Партік Тісл»
1 лютого 2016 року підписав контракт до завершення сезону 2015/16 років з представником шотландського Прем'єршипу «Партік Тісл». Дебютував за нову команду вийшовши на заміну в програному (1:3) виїзному поєдинку проти «Мотервелла». 11 квітня 2016 року Антоніо та клуб домовилися про розірвання договору за згодою сторін через особисті причини гренадця.

### «Гокулам Керала»
5 травня 2018 року Джерман приєднався до індійського клубу «Гокулам Керала». 6 грудня через особисті причини залишив розташування клубу.

### «Селангор»
1 січня 2019 року, будучи вільним агентом, підписав 1-річний контракт з малайзійським «Селангором».

## Кар'єра в збірній
13 жовтня 2018 року Антоніо дебютував за національну збірну Гренади, зігравши останні 27 хвилин у програному (0:2) поєдинку кваліфікації Ліги націй КОНКАКАФ проти збірної Куби.

## Особисте життя
Його молодший брат, Рікі, також професіональний футболіст, виступав зокрема за «Честерфілд».

## Статистика

### Клубна
Станом на 3 лютого 2019
| Клуб                        | Сезон                        | Ліга                         | Ліга  | Ліга | Національний кубок | Національний кубок | Кубок ліги | Кубок ліги | Інші  | Інші | Загалом | Загалом |
| Клуб                        | Сезон                        | Дивізіон                     | Матчі | Голи | Матчі              | Голи               | Матчі      | Голи       | Матчі | Голи | Матчі   | Голи    |
| --------------------------- | ---------------------------- | ---------------------------- | ----- | ---- | ------------------ | ------------------ | ---------- | ---------- | ----- | ---- | ------- | ------- |
| КПР                         | 2008–09                      | Чемпіоншип                   | 3     | 0    | 0                  | 0                  | 0          | 0          | —     | —    | 3       | 0       |
| КПР                         | 2009–10                      | Чемпіоншип                   | 13    | 2    | 1                  | 0                  | 0          | 0          | —     | —    | 14      | 2       |
| КПР                         | 2010–11                      | Чемпіоншип                   | 2     | 0    | 0                  | 0                  | 1          | 0          | —     | —    | 3       | 0       |
| КПР                         | Загалом                      | Загалом                      | 18    | 2    | 1                  | 0                  | 1          | 0          | —     | —    | 20      | 2       |
| «Олдершот Таун» (оренда)    | 2009–10                      | Друга ліга                   | 3     | 0    | —                  | —                  | 0          | 0          | 1     | 0    | 4       | 0       |
| «Саутенд Юнайтед» (оренда)  | 2010–11                      | Друга ліга                   | 4     | 0    | 2                  | 1                  | —          | —          | 1     | 0    | 7       | 1       |
| «Йовіл Таун» (оренда)       | 2010–11                      | Перша ліга                   | 4     | 0    | —                  | —                  | —          | —          | —     | —    | 4       | 0       |
| «Стокпорт Каунті»           | 2011–12                      | Національна ліга             | 16    | 3    | 0                  | 0                  | —          | —          | 1     | 0    | 17      | 3       |
| «Брентфорд»                 | 2011–12                      | League One                   | 2     | 0    | —                  | —                  | —          | —          | —     | —    | 2       | 0       |
| «Брентфорд»                 | 2012–13                      | League One                   | 2     | 1    | 1                  | 0                  | 0          | 0          | 2     | 0    | 5       | 1       |
| «Брентфорд»                 | Загалом                      | Загалом                      | 4     | 1    | 1                  | 0                  | 0          | 0          | 2     | 0    | 7       | 1       |
| «Джиллінгем» (оренда)       | 2012–13                      | Друга ліга                   | 7     | 1    | —                  | —                  | —          | —          | —     | —    | 7       | 1       |
| «Джиллінгем»                | 2013–14                      | Перша ліга                   | 9     | 0    | 1                  | 0                  | 1          | 0          | 1     | 0    | 12      | 0       |
| «Джиллінгем»                | 2014–15                      | Перша ліга                   | 10    | 1    | 1                  | 0                  | 2          | 0          | 3     | 1    | 16      | 2       |
| «Джиллінгем»                | Загалом                      | Загалом                      | 19    | 1    | 2                  | 0                  | 3          | 0          | 4     | 1    | 28      | 2       |
| «Нортгемптон Таун» (оренда) | 2013–14                      | Друга ліга                   | 7     | 0    | —                  | —                  | —          | —          | —     | —    | 7       | 0       |
| «Олдершот Таун» (оренда)    | 2014–15                      | Національна ліга             | 6     | 1    | —                  | —                  | —          | —          | —     | —    | 6       | 1       |
| «Керала Бластерс»           | 2015                         | Індійська суперліга          | 9     | 6    | —                  | —                  | —          | —          | —     | —    | 9       | 6       |
| «Партік Тісл»               | 2015–16                      | Прем'єршип Шотландії         | 2     | 0    | —                  | —                  | 0          | 0          | —     | —    | 2       | 0       |
| «Керала Бластерс»           | 2016                         | Індійська суперліга          | 14    | 0    | —                  | —                  | —          | —          | —     | —    | 14      | 0       |
| «Керала Бластерс»           | Загалом за «Керала Бластерс» | Загалом за «Керала Бластерс» | 23    | 6    | —                  | —                  | —          | —          | —     | —    | 23      | 6       |
| «Еббсфліт Юнайтед»          | 2017–18                      | Національна ліга             | 0     | 0    | 1                  | 0                  | —          | —          | 0     | 0    | 1       | 0       |
| «Гемел Гемпстід Таун»       | 2017–18                      | Національна ліга Південь     | 7     | 1    | —                  | —                  | —          | —          | 0     | 0    | 7       | 1       |
| «Сент-Олбанс Сіті»          | 2017–18                      | Національна ліга Південь     | 8     | 0    | —                  | —                  | —          | —          | —     | —    | 8       | 0       |
| «Гокулам Керала»            | 2018–19                      | І-Ліга                       | 6     | 2    | —                  | —                  | —          | —          | —     | —    | 6       | 2       |
| «Селангор»                  | 2019                         | Ліга Супер                   | 1     | 1    | 0                  | 0                  | 0          | 0          | —     | —    | 1       | 1       |
| Career total                | Career total                 | Career total                 | 135   | 19   | 7                  | 1                  | 4          | 0          | 9     | 1    | 155     | 21      |

1. 1 2 3 4 5  Матчі в Трофеї Футбольної ліги
2. ↑  Матчі в Трофей ФА